# Fernando Chomali
Fernando Natalio Chomali Garib (Santiago, 10 de marzo de 1957) es un ingeniero civil, teólogo, profesor, eclesiástico, poeta y columnista católico chileno, de ascendencia palestina. Desde octubre de 2023 es el arzobispo de Santiago de Chile, diócesis de la cual fue obispo auxiliar entre 2006 y 2011. Fue arzobispo de la Santísima Concepción desde 2011 hasta 2023.

## Biografía
Nació en la capital chilena el 10 de marzo de 1957, siendo el tercero de los cuatro hijos del matrimonio del odontólogo Juan Chomali Celse y Vitalia Garib Aguad, inmigrantes palestinos radicados en Chile. Fue bautizado al día siguiente de su nacimiento.
Realizó su formación primaria y parte de la secundaria en la Alianza Francesa, completando los dos últimos años en el Instituto Nacional. Tras realizar sus estudios en la Pontificia Universidad Católica de Chile, se graduó de ingeniero civil, con mención en Construcción, en 1981.
En 1984 ingresó al Seminario Pontificio Mayor de Santiago, donde realizó los estudios eclesiásticos. Obtuvo la licenciatura en Teología moral en la Academia Pontificia Alfonsiana en 1993 y el doctorado en Sagrada Teología en la Pontificia Universidad Gregoriana en 1994. Consiguió una maestría en Bioética, en el Pontificio Instituto Juan Pablo II en 1998.

### Sacerdocio
Fue ordenado sacerdote el 6 de abril de 1991 a manos del arzobispo Carlos Oviedo Cavada.
Como sacerdote desempeñó los siguientes ministerios:
- Profesor de Teología moral en el Seminario Pontificio Mayor de Santiago (1991-¿?).[3]
- Miembro del Comité de Ética del hospital clínico de la Facultad de Medicina (1991-2006), del Comité de Ética del Centro de Investigaciones médicas (1997-2006) de la Facultad de Medicina de la PUC.[5]
- Delegado episcopal para la Pastoral universitaria (1994-1999).[5]
- Profesor de Antropología teológica para Ingeniería (1995), de Moral social en la Facultad de Teología (1999-2002) y profesor adjunto e investigador del Centro de Bioética, de la Facultad de Medicina (2003-¿?) en la Pontificia Universidad Católica de Chile (PUC).[5]
- Asesor de la Pastoral diocesana de Académicos (2000-¿?).[5]
- Párroco de Santa María de la Misericordia, decano del Decanato Manquehue de la Vicaría de la Zona Cordillera, moderador de la Curia y presidente-delegado del Consejo Económico diocesano[4] (2005-2006).
- Miembro del Comité Nacional de Bioética, y Teólogo asesor de la Comisión Doctrinal, ambos encargos en la Conferencia Episcopal de Chile (desde 2002).[5]

Es autor de libros y numerosos artículos, sobre todo referentes a bioética y ética de la empresa. Además, ha desempeñado una intensa labor pastoral en el campo de la educación, obras sociales, artes y comunicaciones.

## Episcopado

### Obispo auxiliar de Santiago
El 6 de abril de 2006, el papa Benedicto XVI lo nombró obispo titular de Noba y obispo auxiliar de Santiago de Chile. Fue consagrado el 3 de junio del mismo año, en la Catedral Metropolitana de Santiago, a manos del arzobispo Aldo Cavalli. Su lema episcopal es: Mihi vivere Christus («Para mí la vida es Cristo»).
En 2001 fue nombrado miembro correspondiente de la Pontificia Academia para la Vida. El 2 de agosto de 2007 fue nombrado miembro ordinario. De 2010 a 2012 fue miembro del consejo directivo. Renovó su membresía por última vez en 2017.

### Arzobispo de Concepción
El 20 de abril de 2011, fue nombrado arzobispo de la Santísima Concepción. Tomó posesión canónica el 28 de mayo del mismo, durante una ceremonia en la Catedral homónima. Por ello, también asumió como Gran canciller de la Universidad Católica de la Santísima Concepción. El 29 de junio de 2011, en una ceremonia en la Plaza de San Pedro, recibió la imposición del palio arzobispal de manos del papa Benedicto XVI.
De marzo de 2014 a marzo de 2015 ejerció el cargo de administrador apostólico de Osorno, mientras que de marzo a julio de 2015 fue designado administrador apostólico del Obispado castrense de Chile.
En los últimos días de su asignación en Osorno, se reunió con el papa Francisco y trató, sin éxito, de transmitirle el impacto que estaba teniendo el nombramiento de Juan Barros como nuevo obispo de Osorno. Chomali había sido amigo durante mucho tiempo de Juan Carlos Cruz, quien acusaba a Barros de no protegerlo del abuso sexual.
El 10 de septiembre de 2018, en una carta pastoral sobre la crisis de los abusos sexuales, pidió a la Iglesia que cooperara plenamente con las autoridades civiles: «Debemos obedecer la ley porque no estamos por encima de las normas que rigen el país». Lamentó que la Iglesia haya perdido su reputación de «voz de los que no la tienen» y se haya convertido «para un porcentaje creciente de la población... en motivo de escándalo, de profundos cuestionamientos, de mucha desconfianza y de poca credibilidad». Condenó el impacto del clericalismo y propuso separar las oficinas que manejan quejas de abuso de otras oficinas diocesanas y nuevas reglas para crear transparencia para los seminarios y los procedimientos judiciales de la iglesia.
El 28 de julio de 2021 fue nombrado vicepresidente de la Conferencia Episcopal de Chile.
El 19 de diciembre de 2021, con motivo de la elección de Gabriel Boric como nuevo presidente de Chile, esperaba que el nuevo mandatario valorara «la familia como el lugar donde las personas aprenden a crecer» y que actuara con decisión a favor de los más vulnerables y débiles de la sociedad; También animó al nuevo jefe de Estado a promover el empleo, «porque es un camino privilegiado para superar la pobreza que aqueja a muchos chilenos».

### Arzobispo de Santiago
El 25 de octubre de 2023, el papa Francisco lo nombró arzobispo de Santiago de Chile. Tomó posesión canónica el 16 de diciembre del mismo año, durante una ceremonia en la Catedral Metropolitana de Santiago. Por ello, también asumió como Gran canciller de la Pontificia Universidad Católica de Chile.
Como arzobispo de Santiago ha tenido un perfil público de mayor connotación a diferencia de su predecesor Celestino Aós. Se opuso a un proyecto de aborto libre anunciado por el presidente Gabriel Boric y considera necesario abordar la crisis de seguridad y de corrupción en Chile. También busca revertir la pérdida de la influencia de la Iglesia católica en el país.

## Cardenalato
El 6 de octubre de 2024, durante el Ángelus del papa Francisco, se hizo público que sería creado cardenal. Poco después de recibir la noticia, compartió en su cuenta de X su reacción inicial: «Estoy muy emocionado. Espero ser un aporte para la Iglesia Chilena». Fue creado cardenal por el papa Francisco durante el consistorio del 7 de diciembre del mismo año, con el titulus de cardenal presbítero de San Mauro Abad.
Fue uno de los 135 cardenales electores que participó en el cónclave de 2025 para elegir un sucesor del papa Francisco, siendo el único elector de Chile. Al respecto comentó a la prensa chilena que creía que no tenía posibilidad de ser papa.

## Escudos de armas
|                 |
| Obispo Auxiliar |

|           |
| Arzobispo |

|          |
| Cardenal |

## Obras
- Chomali, Fernando (2011). Para reflexionar. Concepción: Editorial de la Universidad Católica de la Santísima Concepción.[29]
- Chomali, Fernando (2019). Desde la plaza del alma. Concepción.[30]